# Trine Bakke
Trine Bakke, née le 11 février 1975 à Trondheim, était une skieuse alpine norvégienne.

## Palmarès

### Championnats du monde
- Championnats du monde de 1999 à Vail (États-Unis) :
  -  Médaille de bronze en Slalom.

### Coupe du monde
- Meilleur classement au Général : 21e en 2000.
- 2 victoires en course (2 en Slalom).

(État au 28 février 2006)

#### Saison par saison
- 1999 :
  - Slalom : 1 victoire (Sankt Anton ( Autriche)).
- 2000 :
  - Slalom : 1 victoire (Maribor ( Slovénie)).